# Ерванд Когбетлянц
Ерванд Кеворк Когбетлянц (на арменски: Երվանդ Գևորգի Կոգբետլյանց, роден на 22 февруари 1888 в Армения, починал през 1974 в Париж, Франция) е арменски, френски, американски математик.
Напуска родината си през 1918 година. Получава докторска степен по математика от Парижкия университет през 1923 година под научното ръководство на Емил Борел.
Математическите му интереси и изследвания са основно в областта на безкрайните числови редове, теория на ортогоналните полиноми, алгоритъм за декомпозиция по сингулярни стойности, който носи неговото име, алгоритми за оценяване на елементарни функции и за изброяване на простите елементи измежду гаусовите цели числа.
Създава тримерен вариант на шахмата и до смъртта си работи заедно с Боби Фишер над игра на шах за трима души. Когато за първи път посещава САЩ (1941), преподава математика в Лихайския университет. В началото на 1950-те, е консултант на IBM в Ню Йорк и преподавател в Колумбийския университет. Преди да се върне в Париж и да се пенсионира е професор и в Рокфелеровия университет.